# Ono no Michikaze
Ono no Michikaze, chiamato anche Ono no Tōfū (小野の道風; 894 – 966), è stato un artista giapponese il più importante Shodoka (calligrafista giapponese) del periodo Heian (794-1185).
È uno dei cosiddetti Sanseki 三跡 ("le tre tracce"), insieme a Fujiwara no Sukemasa e Fujiwara no Yukinari. Ono no Tōfū è considerato il fondatore dello stile calligrafico giapponese wayoshodo (和様書道).

## Vita
Michikaze nacque nell'attuale Kasugai, nella prefettura di Aichi. Era il nipote di un famoso poeta di corte, Ono no Takamura. Divenne prima un ufficiale di governo, poi un poeta e un calligrafo. Fu soprattutto in quest'ultima attività che ebbe fortuna; la sua fama gli permise di prestare i suoi servizi, all'età di 27 anni, nei Seiryoden, i quartieri residenziali della corte imperiale. Durante la sua carriera ebbe la possibilità di lavorare principalmente per tre imperatori: Daigo (che regnò tra l'897 e il 930), Suzaku (dal 930 al 946) e Murakami (dal 946 al 967). Il suo lavoro venne apprezzato principalmente dall'imperatore Daigo, il quale nel 927, riconoscendo la bravura di Ono no Tōfū, offrì al monaco buddista Kanken due volumi dei lavori di Michikaze, chiedendogli di portarli con sé in un viaggio in Cina e di mostrare ai cinesi l'arte della calligrafia giapponese. Morto l'imperatore Daigo la fama di Ono no Tōfū declinò a poco a poco, fino alla sua morte, avvenuta nel 966 d.C.
Una leggenda giapponese vuole che Ono no Tōfū riguadagnò la forza di volontà necessaria per continuare la sua carriera di calligrafista osservando una rana saltare più e più volte per raggiungere il ramo di un salice. Per questo motivo Ono no Tōfū viene spesso raffigurato sotto un ramo di salice, mentre osserva una rana saltare. Questa raffigurazione è presente, ad esempio, nella stampa della banconota da 80¥ denominata "Salice e rana", stampata il 20 ottobre 2000 nella prefettura di Aichi. La stessa inconografia si ritrova nelle carte da gioco tradizionali giapponesi Hanafuda, dove Ono no Michikaze è dipinto nei panni dell'"uomo della pioggia" del mese di novembre (salice).

## Lavoro

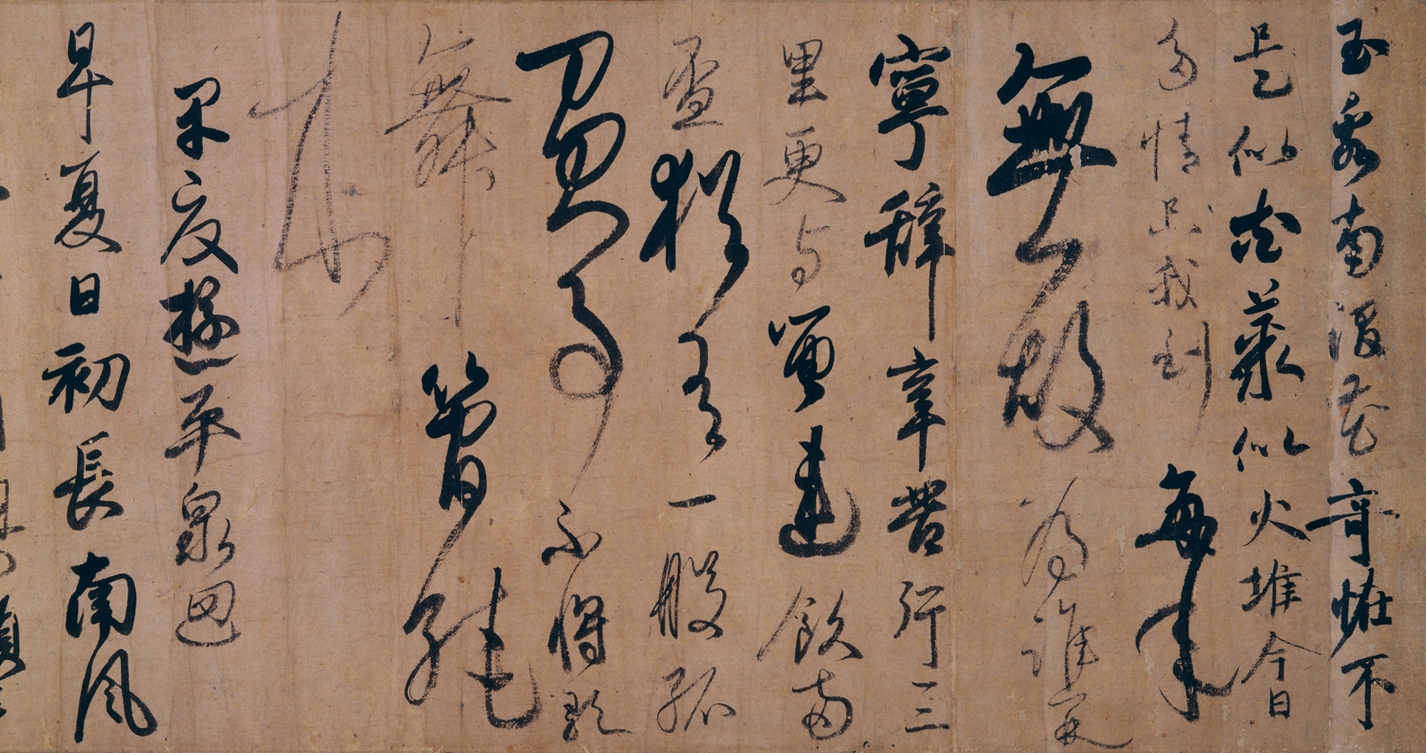
Gyokusen-jo Opening

Michikaze diede impulso alla giapponesizzazione dell'arte della calligrafia, importata dalla Cina nel quinto secolo d.C. I suoi lavori furono influenzati dallo stile del leggendario calligrafista cinese del quarto secolo, Wang Xizhi, a cui aggiunse delle proprie innovazioni, e in particolare una maggiore libertà di movimento rispetto al rigido stile della calligrafia cinese. Ne risultò il wayo, lo stile della calligrafia giapponese, successivamente portato avanti da altri due maestri, Fujiwara no Sukemasa e Fujiwara no Yukinari. Il wayo venne molto seguito e praticato come forma di arte giapponese fino alla metà del XIX secolo, quando l'occidentalizzazione del Giappone portò a dimenticare molti tipi di arte giapponese.